# Timireazieve, Djankoi
Timireazieve (în ucraineană Тімірязєве) este un sat în comuna Iarke Pole din raionul Djankoi, Republica Autonomă Crimeea, Ucraina.

## Demografie
Componența lingvistică a localității Timireazieve
     Rusă (47,04%)
     Tătară crimeeană (44,27%)
     Ucraineană (8,3%)
     Alte limbi (0,4%)
Conform recensământului din 2001, nu exista o limbă vorbită de majoritatea populației, aceasta fiind compusă din vorbitori de rusă (47,04%), tătară crimeeană (44,27%) și ucraineană (8,3%).